# Борили
Борили (каз. Бөрілі) — древнее поселение бронзового века на побережье реки Жанадарья в Кызылординской области Казахстана. 
Исследовано в 1958 году Хорезмской археологической экспедицией (рук. С. П. Толстов). Среди находок — орудия труда из белого кварцита, глиняная посуда, украшенная геометрическим орнаментом. Поселение относится к XV—XII векам до нашей эры.